# Черноозёрный сельсовет
Черноозёрный сельсовет — сельское поселение в Ширинском районе Хакасии.
Административный центр — село Чёрное Озеро.

## История
Статус и границы сельского поселения установлены Законом Республики Хакасия от 7 октября 2004 года № 63 «Об утверждении границ муниципальных образований Ширинского района и наделении их соответственно статусом муниципального района, сельского поселения»

## Население
| 2002  | 2010  | 2012  | 2013  | 2014  | 2015  | 2016  |
| ----- | ----- | ----- | ----- | ----- | ----- | ----- |
| 1816  | ↘1609 | ↘1572 | ↘1528 | ↘1475 | ↘1471 | ↘1442 |
| 2017  | 2018  | 2019  | 2020  | 2021  |       |       |
| ↘1419 | ↘1387 | ↘1351 | ↘1321 | ↘1194 |       |       |

## Состав сельского поселения
В состав сельского поселения входят 5 населённых пунктов:
| № | Населённый пункт | Тип населённого пункта       | Население |
| - | ---------------- | ---------------------------- | --------- |
| 1 | Белый Балахчин   | деревня                      | ↘287      |
| 2 | Кирово           | село                         | ↘135      |
| 3 | Талкин Ключ      | деревня                      | ↘169      |
| 4 | Чебаки           | деревня                      | ↘61       |
| 5 | Чёрное Озеро     | село, административный центр | ↘957      |

## Местное самоуправление
Администрация
с Чёрное  Озеро, Центральная,  3
Глава администрации
- Орлов Алексей Николаевич